# Primer axioma de numerabilitat
En Topologia, un espai topològic {\displaystyle (X,T)} compleix el primer axioma de numerabilitat si cada punt de l'espai té una base d'entorns numerable. Si un espai compleix aquest axioma, es diu que és primer contable o primer numerable.

## Exemples
- Tot espai mètric compleix el primer axioma de numerabilitat ja que les boles obertes {\displaystyle B_{n}=B(x,1/n)} formen una base d'entorns per al punt {\displaystyle x\in X}.[1]
- L'espai topològic discret és primer numerable per ser metritzable.[1]
- La recta de Sorgenfrey és un espai primer numerable.[1]
- L'espai de Sierpinski és primer numerable.[2]
- La recta cofinita, {\displaystyle (\mathbb {R} ,\mathrm {T} _{cof})}, no és primer numerable.[2]

## Propietats
- Tot espai segon numerable és primer numerable.[1]
- Els subespais i productes d'espais primer numerables són primer numerables.